# Primera División 1999 (Cile)
La Primera División 1999 fu la sessantottesima edizione del massimo campionato cileno di calcio. Il campionato fu vinto dall'Universidad de Chile per la decima volta nella sua storia.

## Formula
Una prima fase preliminare, secondo un sistema "tutti contro tutti", fu svolta con un girone di andata e ritorno e decretò le squadre partecipanti a due successivi minicampionati. A differenza della prima fase, ciascun incontro dei minicampionati, tra le due sfidanti, prevedeva solo il match di andata.
Le prime otto si qualificavano al minicampionato, al cui termine fu decretato il campione della Primera División.
Le ultime otto furono relegate ad un minicampionato che terminò con:
- la penultima e l'ultima retrocesse direttamente in Primera B,
- la quartultima e la terzultima passate ai play-out per sfidare rispettivamente la terza e la quarta della Primera B. Le vincitrici dei due scontri sarebbero rimaste in Primera A, le perdenti retrocesse in Primera B. Gli scontri prevedevano una gara di andata e di ritorno.

## Classifiche

### Prima fase
| Pos. | Squadra               | G  | V  | N  | S  | GF | GS | DR  | P  |
| ---- | --------------------- | -- | -- | -- | -- | -- | -- | --- | -- |
| 1    | Universidad de Chile  | 30 | 23 | 6  | 1  | 66 | 27 | 39  | 75 |
| 2    | Universidad Católica  | 30 | 19 | 7  | 4  | 67 | 31 | 36  | 64 |
| 3    | Cobreloa              | 30 | 16 | 8  | 6  | 62 | 29 | 33  | 56 |
| 4    | Colo-Colo             | 30 | 13 | 10 | 7  | 45 | 37 | 8   | 49 |
| 5    | Audax Italiano        | 30 | 11 | 8  | 11 | 42 | 37 | 5   | 41 |
| 6    | Huachipato            | 30 | 11 | 8  | 11 | 46 | 47 | -1  | 41 |
| 7    | Palestino             | 30 | 11 | 6  | 13 | 48 | 53 | -5  | 39 |
| 8    | Santiago Morning      | 30 | 10 | 8  | 12 | 41 | 41 | 0   | 38 |
| 9    | Deportes Puerto Montt | 30 | 10 | 8  | 12 | 52 | 55 | -3  | 38 |
| 10   | O'Higgins             | 30 | 11 | 5  | 14 | 47 | 59 | -12 | 38 |
| 11   | Deportes Concepción   | 30 | 9  | 8  | 13 | 38 | 41 | -3  | 35 |
| 12   | Cobresal              | 30 | 9  | 8  | 13 | 39 | 45 | -6  | 35 |
| 13   | Deportes Iquique      | 30 | 8  | 8  | 14 | 37 | 47 | -10 | 32 |
| 14   | Coquimbo Unido        | 30 | 6  | 10 | 14 | 44 | 70 | -26 | 28 |
| 15   | Rangers               | 30 | 6  | 6  | 18 | 26 | 52 | -26 | 24 |
| 16   | Deportes La Serena    | 30 | 4  | 12 | 14 | 30 | 59 | -29 | 24 |

|  | Qualificata alla Ligueil del campionato. |

### Minicampionato di Primera División
| Pos | Equipo               | PJ | PG | PE | PP | GF  | GC | Dif | Pts    |
| --- | -------------------- | -- | -- | -- | -- | --- | -- | --- | ------ |
| 1   | Universidad de Chile | 14 | 8  | 4  | 2  | 90  | 43 | 47  | 47(19) |
| 2   | Universidad Católica | 14 | 8  | 4  | 2  | 102 | 50 | 52  | 44(16) |
| 3   | Cobreloa             | 14 | 8  | 2  | 4  | 94  | 49 | 45  | 40(14) |
| 4   | Colo-Colo            | 14 | 5  | 3  | 6  | 62  | 57 | 5   | 30(12) |
| 5   | Santiago Morning     | 14 | 3  | 6  | 5  | 65  | 66 | -1  | 25(10) |
| 6   | Palestino            | 14 | 4  | 3  | 7  | 73  | 88 | -15 | 25(10) |
| 7   | Audax Italiano       | 14 | 3  | 4  | 7  | 59  | 60 | -1  | 23(10) |
| 8   | Huachipato           | 14 | 2  | 4  | 8  | 62  | 79 | -17 | 20(10) |

|  | Campione. Qualificata alla Coppa Libertadores 2000 |
|  | Qualificata alla Coppa Libertadores 2000           |

### Minicampionato di retrocessione
| Pos | Equipo                | PJ | PG | PE | PP | GF | GC | Dif | Pts |
| --- | --------------------- | -- | -- | -- | -- | -- | -- | --- | --- |
| 9   | O'Higgins             | 44 | 18 | 8  | 18 | 77 | 86 | -9  | 62  |
| 10  | Deportes Concepción   | 44 | 16 | 12 | 16 | 60 | 59 | 1   | 60  |
| 11  | Coquimbo Unido        | 44 | 15 | 14 | 15 | 77 | 84 | -7  | 59  |
| 12  | Deportes Puerto Montt | 44 | 14 | 12 | 18 | 71 | 84 | -13 | 54  |
| 13  | Cobresal              | 44 | 14 | 11 | 19 | 64 | 74 | -10 | 53  |
| 14  | Deportes Iquique      | 44 | 13 | 12 | 19 | 65 | 72 | -7  | 51  |
| 15  | Rangers               | 44 | 10 | 8  | 26 | 52 | 78 | -26 | 38  |
| 16  | Deportes La Serena    | 44 | 7  | 12 | 25 | 53 | 97 | -44 | 33  |

|  | Qualificata per la Liguilla de Promoción |
|  | Retrocessa in Primera B                  |

## Risultati dei play-out

### Andata
| Osorno 19 dicembre 1999 | Provincial Osorno | 4 – 3 | Cobresal |  |

| Viña del Mar 19 dicembre 1999 | Everton | 1 – 0 | Deportes Iquique |  |

### Ritorno
| El Salvador 22 dicembre 1999 | Cobresal | 2 – 3 | Provincial Osorno |  |

| Iquique 22 dicembre 1999 | Deportes Iquique | 0 – 1 | Everton |  |

## Verdetti
- Campione del Cile: Universidad de Chile .
- Qualificate alla Coppa Libertadores 2000: Universidad de Chile, Universidad Católica e Cobreloa .
- Retrocesse in Primera B: Cobresal, Deportes Iquique, Rangers e Deportes La Serena.
- Promosse in Primera División: Unión Española, Santiago Wanderers, Everton e Provincial Osorno.

## Classifica marcatori
| Gol |  |  | Giocatore             | Squadra              |
| --- |  |  | --------------------- | -------------------- |
| 34  |  |  | Mario Núñez           | O'Higgins            |
| 28  |  |  | Pedro González        | Universidad de Chile |
| 25  |  |  | Domingo Arévalo       | Dep. Puerto Montt    |
| 23  |  |  | José Luis Díaz        | Audax Italiano       |
| 23  |  |  | Jaime González        | O'Higgins            |
| 22  |  |  | Raúl Duarte           | Huachipato           |
| 22  |  |  | Sebastián Rozental    | Universidad Católica |
| 21  |  |  | Miguel Ángel Castillo | Palestino            |
| 20  |  |  | Jaime Riveros         | Cobreloa             |
| 19  |  |  | Pascual de Gregorio   | Coquimbo Unido       |
| 18  |  |  | Rubén Dundo           | Cobresal             |
| 18  |  |  | Hugo Brizuela         | Universidad Católica |
| 17  |  |  | Rubén Vallejos        | Cobreloa             |
| 17  |  |  | Pablo Caballero       | Huachipato           |
| 16  |  |  | Jorge Díaz            | Coquimbo Unido       |
| 16  |  |  | Juan Carlos Madrid    | Dep. Puerto Montt    |
| 15  |  |  | Francisco Ferreira    | Dep. La Serena       |
| 15  |  |  | Jaime Valdés          | Palestino            |
| 14  |  |  | Diego Rivarola        | Santiago Morning     |
| 13  |  |  | César Díaz            | Cobreloa             |
| 13  |  |  | Rubén Martínez        | Cobresal             |
| 13  |  |  | Sergio Gioino         | Dep. Iquique         |
| 13  |  |  | Marcelo Corrales      | Palestino            |
| 12  |  |  | Arturo Norambuena     | Audax Italiano       |
| 12  |  |  | Felipe Flores         | Dep. La Serena       |
| 12  |  |  | Justo Javier Meza     | Dep. Puerto Montt    |
| 11  |  |  | Marquinhos            | Colo-Colo            |
| 11  |  |  | Luis Guajardo         | Dep. Concepción      |
| 11  |  |  | Luis Pérez            | Santiago Morning     |
| 11  |  |  | Alejandro Osorio      | Universidad Católica |
| 11  |  |  | Flavio Maestri        | Universidad de Chile |
| 10  |  |  | Cristian Montecinos   | Colo-Colo            |
| 10  |  |  | Gamadiel García       | Coquimbo Unido       |
| 10  |  |  | Fernando Martel       | Santiago Morning     |